# Ogaki Minamo
Gli Ogaki Minamo (大垣ミナモ?, Ōgaki Minamo) sono una squadra di softball femminile giapponese con sede a Ogaki, Gifu. Sono membri della East Division della Japan Diamond Softball League (JD.League).

## Storia
I Minamo furono fondati nel 2010 come gli Ogaki Minamo Softball Club.
La Japan Diamond Softball League (JD.League) fu fondata nel 2022, e i Minamo si unirono alla nuova lega come membri della East Division.

## Roster attuale
Aggiornato all'aprile 2022.
| Ruolo         | N.         | Nome             | Età        | Altezza            | Batte      | Lancia     | Note                               |
| Giocatrici    | Giocatrici | Giocatrici       | Giocatrici | Giocatrici         | Giocatrici | Giocatrici | Giocatrici                         |
| ------------- | ---------- | ---------------- | ---------- | ------------------ | ---------- | ---------- | ---------------------------------- |
| Lanciatrici   | 1          | Kana Naito       | 28 anni    | 163 cm (5 ft 4 in) | Sinistro   | Destro     |                                    |
| Lanciatrici   | 17         | Marin Asai       | 26 anni    | 160 cm (5 ft 3 in) | Sinistro   | Destro     |                                    |
| Lanciatrici   | 26         | Ellen Roberts    | 32 anni    | 176 cm (5 ft 9 in) | Destro     | Destro     | Giocatrice ai Giochi Olimpici 2020 |
| Lanciatrici   | 47         | Hinako Nakayama  | 26 anni    | 160 cm (5 ft 3 in) | Sinistro   | Sinistro   |                                    |
| Lanciatrici   | 89         | Sierra Hyland    | 30 anni    | 165 cm (5 ft 5 in) | Destro     | Destro     | Giocatrice ai Giochi Olimpici 2020 |
| Ricevitrici   | 2          | Miyu Nagai       | 27 anni    | 165 cm (5 ft 5 in) | Destro     | Destro     |                                    |
| Ricevitrici   | 14         | Riko Tadachi     | 27 anni    | 160 cm (5 ft 3 in) | Destro     | Destro     |                                    |
| Ricevitrici   | 29         | Iyo Kuwahara     | 21 anni    | 163 cm (5 ft 4 in) | Sinistro   | Destro     |                                    |
| Interne       | 4          | Miki Inoue       | 22 anni    | 160 cm (5 ft 3 in) | Sinistro   | Destro     |                                    |
| Interne       | 6          | Wakako Chikamoto | 26 anni    | 161 cm (5 ft 3 in) | Destro     | Destro     |                                    |
| Interne       | 8          | Marino Mae       | 25 anni    | 155 cm (5 ft 1 in) | Sinistro   | Destro     |                                    |
| Interne       | 10         | Mariko Sudo      | 27 anni    | 165 cm (5 ft 5 in) | Destro     | Destro     |                                    |
| Interne       | 11         | Sayuri Uchida    | 26 anni    | 168 cm (5 ft 6 in) | Sinistro   | Sinistro   |                                    |
| Interne       | 16         | Nozomi Nishino   | 27 anni    | 157 cm (5 ft 2 in) | Sinistro   | Destro     |                                    |
| Interne       | 22         | Mizuki Kurogi    | 21 anni    | 155 cm (5 ft 1 in) | Sinistro   | Destro     |                                    |
| Interne       | 23         | Aki Futami       | 28 anni    | 166 cm (5 ft 5 in) | Destro     | Destro     |                                    |
| Interne       | 24         | Ryoka Miyata     | 25 anni    | 170 cm (5 ft 7 in) | Sinistro   | Destro     |                                    |
| Interne       | 36         | Aya Tonoi        | 26 anni    | 164 cm (5 ft 5 in) | Sinistro   | Destro     |                                    |
| Esterne       | 5          | Seira Otani      | 25 anni    | 158 cm (5 ft 2 in) | Destro     | Destro     |                                    |
| Esterne       | 7          | Kaho Funahashi   | 27 anni    | 157 cm (5 ft 2 in) | Sinistro   | Destro     |                                    |
| Esterne       | 9          | Suzuka Yamaguchi | 26 anni    | 163 cm (5 ft 4 in) | Sinistro   | Destro     |                                    |
| Esterne       | 15         | Rina Abe         | 27 anni    | 166 cm (5 ft 5 in) | Destro     | Destro     |                                    |
| Esterne       | 21         | Ririka Ito       | 26 anni    | 169 cm (5 ft 7 in) | Destro     | Destro     |                                    |
| Staff tecnico |            |                  |            |                    |            |            |                                    |
| Manager       | 30         | Takao Mochizuki  | 63 anni    | -                  | -          | -          |                                    |
| Coach         | 31         | Yuki Otsuka      | 32 anni    | -                  | -          | -          |                                    |